# در دنیای تو ساعت چند است؟
در دنیای تو ساعت چند است؟ فیلمی ایرانی محصول سال ۱۳۹۳ به کارگردانی صفی یزدانیان است. این اولین ساخته بلند یزدانیان در مقام کارگردان محسوب می‌شود. در این فیلم به جز لیلا حاتمی و علی مصفا تعدادی از بازیگران بومی استان گیلان نیز به ایفای نقش پرداختند. در این فیلم زری خوشکام، مادر حاتمی و همسر علی حاتمی، بعد از چندین دهه حضور کمرنگ و کریستف رضاعی، آهنگساز ایرانی نیز ایفای نقش می‌کنند.

## داستان فیلم
گلی (گیله گل ابتهاج) بعد از بیست سال زندگی در فرانسه یک‌باره تصمیم می‌گیرد به ایران و به زادگاهش، شهر رشت سفری کند. فرهاد در رشت به استقبالش می‌رود و می‌گوید که آشنایی قدیمی است، اما گلی اصلاً او را به یاد نمی‌آورد.

## بازیگران
| بازیگر         | نقش                  |
| -------------- | -------------------- |
| لیلا حاتمی     | گلی (گیله گل ابتهاج) |
| علی مصفا       | فرهاد                |
| زهرا حاتمی     | حواخانم              |
| پیام یزدانی    | علی یاقوتی           |
| کریستف رضاعی   | آقای لوگران          |
| اردشیر کاظمی   | آقای مهربان          |
| جواد نظری      | جوان شمالی           |
| ابراهیم ضمیر   | آقای نجدی            |
| لی‌لی ساعدسمیعی | خالجان پوری          |

## نام فیلم
صفی یزدانیان دربارهٔ شیوهٔ انتخاب نام فیلم می‌گوید: «خیلی سال پیش «پاییز پدرسالار»، مارکز را با ترجمهٔ حسین مهری خوانده بودم و بعد هم کتاب را گم کردم، اما چند سطر از تک‌گویی راوی خطاب به محبوبش که به روال مارکز بیشتر طنینی شعرگونه دارد، در ذهنم مانده بود. نوشتن فیلمنامه که جلو رفت، دیدم چقدر بخشی از آن تک‌گویی برای عنوان این فیلم مناسب است. آن چند سطر چنان‌که در یاد من مانده چنین چیزی بود: "... کجاست عطر شیرین بیان نفست در این بوی گند غذای سرد؟ گل سرخت کجاست؟ عشقت کجاست؟ در دنیای تو ساعت چند است؟"»

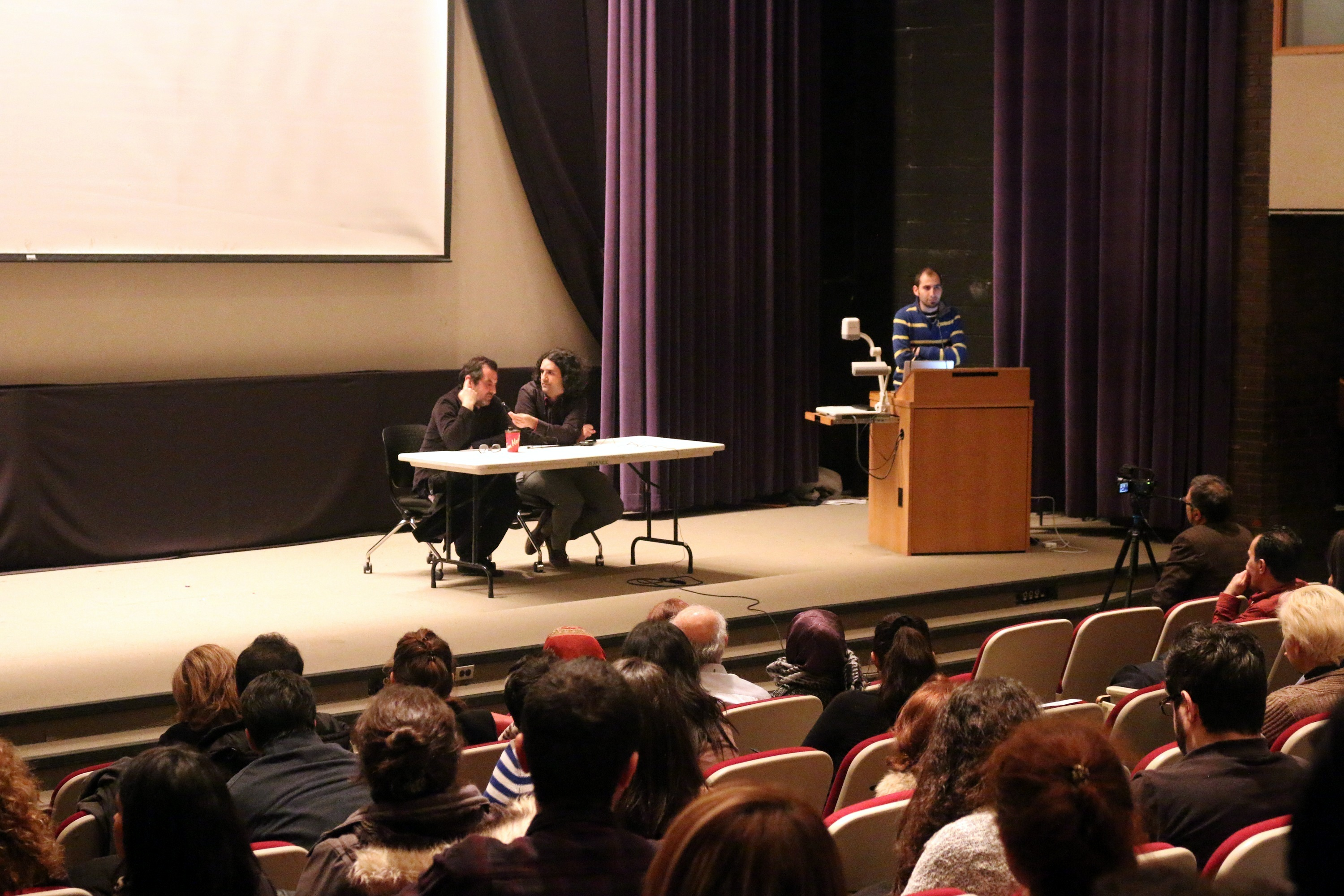
نمایش فیلم در دانشگاه تورنتو

## موسیقی فیلم
موسیقی این فیلم که ساخته کریستف رضاعی است، در یک آلبوم توسط مؤسسه فرهنگی هنری منظومه موازی موسیقی در شهریور ۱۳۹۴ منتشر شد. این آلبوم که دارای ۲۹ قطعه است، توانست یکی از آلبوم‌های پرفروش ماه در زمان انتشار در بییپ تونز باشد.

## تحلیل فیلم
برخی منتقدان سینما این نخستین ساخته سینمایی صفی یزدانیان را یک رومنس آرام و متفکرانه و اتفاقی خوب و آرامش بخش در سینمای نوین اجتماعی ایران توصیف می‌کنند.
این عاشقانه با وجود پایبندی به سنت‌ها، چندان متکی به شاخصه‌های کلاسیک این نوع سینما نیست و تصویرگر یک عشق پر اُبهت است که به مانند بسیاری از فیلم‌های عاشقانه، نمی‌خواهد تمام تلاش خود را محدود به نشان دادن تب و تاب‌های عصیانگرانه فرد عاشق کند.
در دنیای تو ساعت چند است؟ روایتی از عشقی متفاوت و منحصر به فرد است که بر بستر جغرافیایی خاص و شکست زمان عمق و جذابیت پیدا می‌کند.
در این فیلم سینمایی، یک عشق قدیمی زخم باز می‌کند و در این بین، نه از درِ انتقام و جبران مافات، بلکه از نگاهی انسانی و با ابزار عشق به مصاف معشوق خود می‌رود و از قضا، روایت دچار فرایند شعاری هم نمی‌شود.

## جوایز
- جایزه تماشاگران در ۵ جشنواره‌ فیلم ایرانی، بریزبن، سیدنی، کانبرا، آدلاید، ملبورن، استرالیا ۲۰۱۴
- جایزه فیپرشی فدراسیون بین‌المللی منتقدان فیلم جشنواره بین‌المللی فیلم پوسان ۲۰۱۴
- جایزه سیمرغ بلورین بهترین فیلمنامه بخش بین‌الملل جشنواره فیلم فجر ۲۰۱۴
- جایزه بهترین فیلم جشن انجمن منتقدان و نویسندگان سینمایی ایران ۲۰۱۴
- جایزه ویژه هیئت داوران جشنواره بین‌المللی فیلم ویلنیوس ۲۰۱۴
- جایزه طلایی بهترین فیلم فستیوال فیلم‌های شرقی ژنو ۲۰۱۴
- جایزه بهترین موسیقی فیلم از جشن حافظ ۱۳۹۵
- جایزه بهترین فیلمبرداری و طراحی لباس و صداگذاری و کاندیدایی بهترین فیلم و فیلمنامه و کارگردانی و نقش اول مرد و طراحی صحنه از جشن خانه سینما ۱۳۹۵